# Mellita quinquiesperforata
Mellita quinquiesperforata, conegut popularment com a galeta de mar o dòlar de la sorra (sand dollar), és una espècie d'equinoderm. Rep aquest nom a causa de la seva forma xata i ovalada.

## Descripció
Es caracteritza per presentar una mida entre 5 i 10 cm de diàmetre, el seu cos presenta simetria radial i és comprimit dorso-ventralment és a dir aplanat, a la seva superfície ventral presenta petits túbuls i cilis els quals utilitza per a la locomoció. La seva superfície corporal presenta petites espines. A la seva superfície dorsal es poden apreciar estructures petaloides les quals són utilitzades com a brànquies. Presenta a les seves superfícies cinc obertures o perforacions ovalades les quals se les anomena lúnules i per raó d'aquesta característica deriva el seu nom específic quinquiesperforata. En general la seva coloració és de color marró, gris o verdosa.

## Distribució
Aquesta espècie presenta una àmplia distribució a les costes de l'oceà Atlàntic occidental (des de les costes de Carolina del Nord (Estats Units d'Amèrica) fins a les costes de Rio Grande do Sul (Brasil)), a la regió del mar Carib (les costes de Colòmbia, Costa Rica, Cuba, República Dominicana, Golf de Mèxic, Hondures, Jamaica, El Salvador, Nicaragua, Panamà, Puerto Rico, Aruba, Curaçao i Bonaire), Equador, les costes occidentals de Mèxic i Veneçuela (en aquest darrer país havent-se assenyalats per als estats d'Aragua, Carabobo, Miranda, Nueva Esparta, Sucre, Vargas i Falcón), i també a les costes tailandeses del mar d'Andaman.

## Hàbitat
Poden trobar-se en diferents hàbitats: a platges amb fons sorrenc o rocós, esculls de corall i en llocs costaners tropicals i subtropicals. Com a elements de la infauna solen alimentar-se d'animals i plantes microscòpiques que es troben als substrats on habiten. El registre batimètric d'aquests organismes se situa entre els 0 i els 180 metres de profunditat.

## Sistemàtica i taxonomia
Les espècies de Mellita es troben emparentades amb el gènere Leodia (M. Isometra i M. tenuis). No tenen òrgans reproductors.

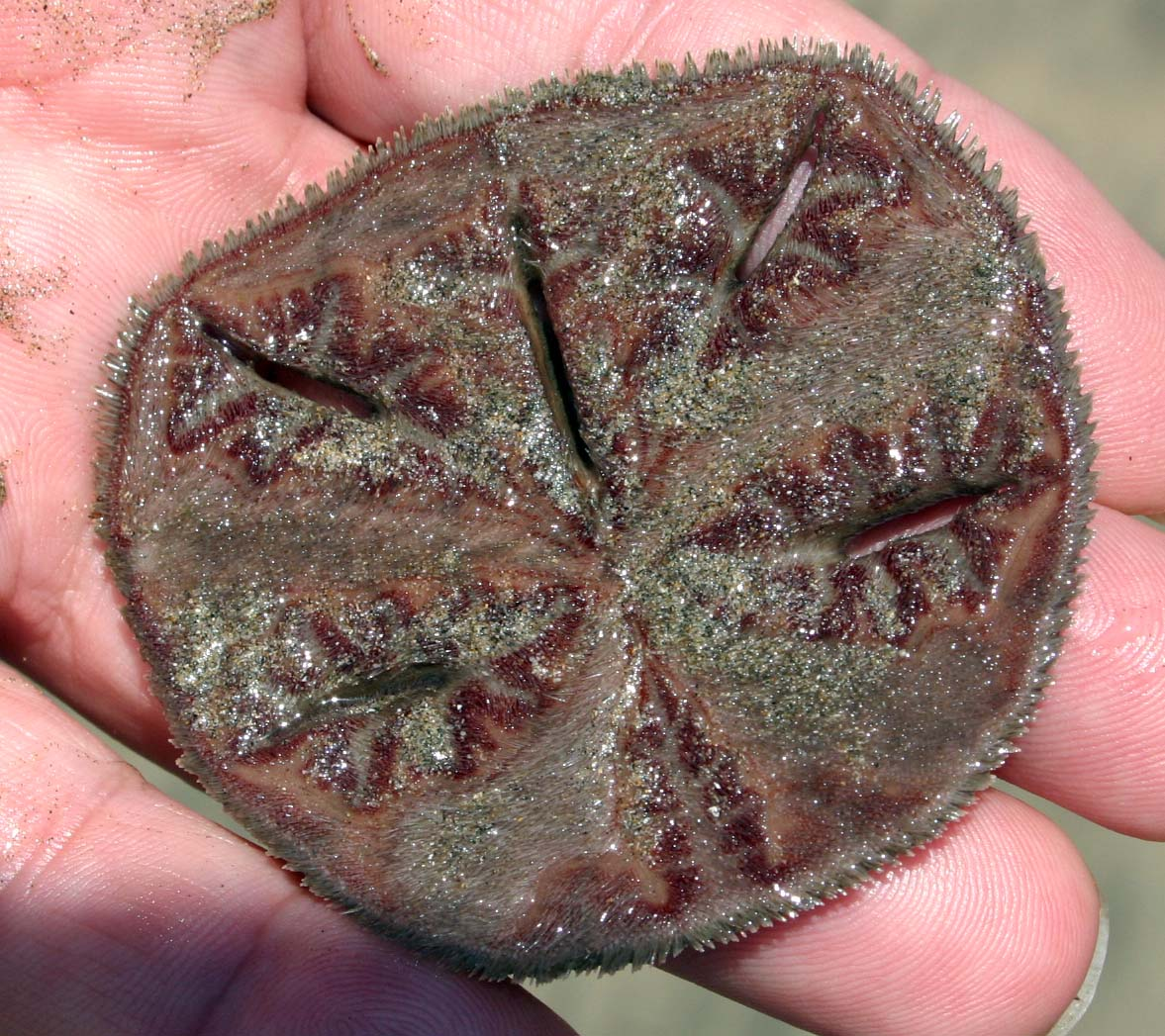
M. quinquiesperforata viva (part inferior)
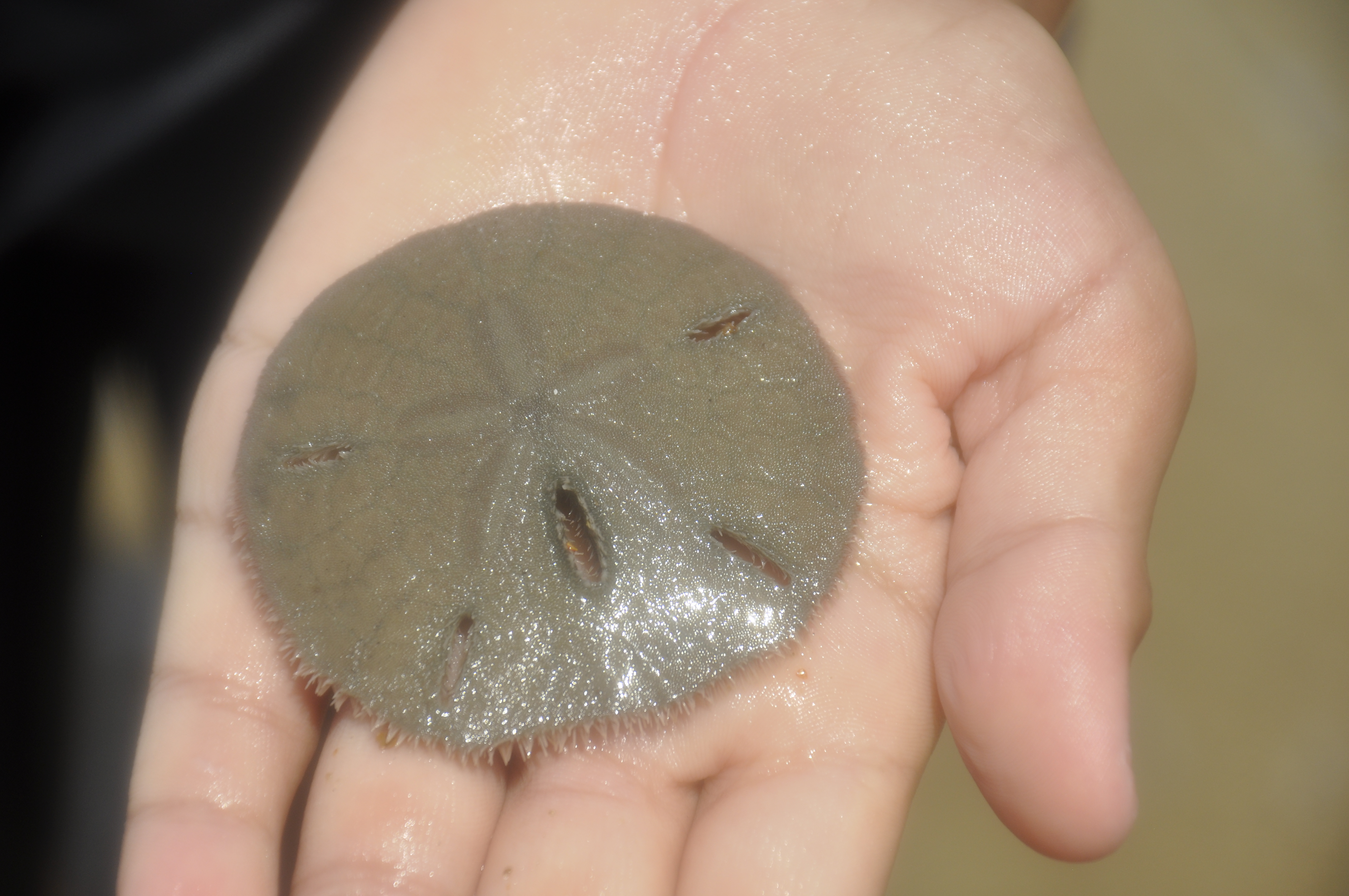
M. quinquiesperforata viva (part superior)
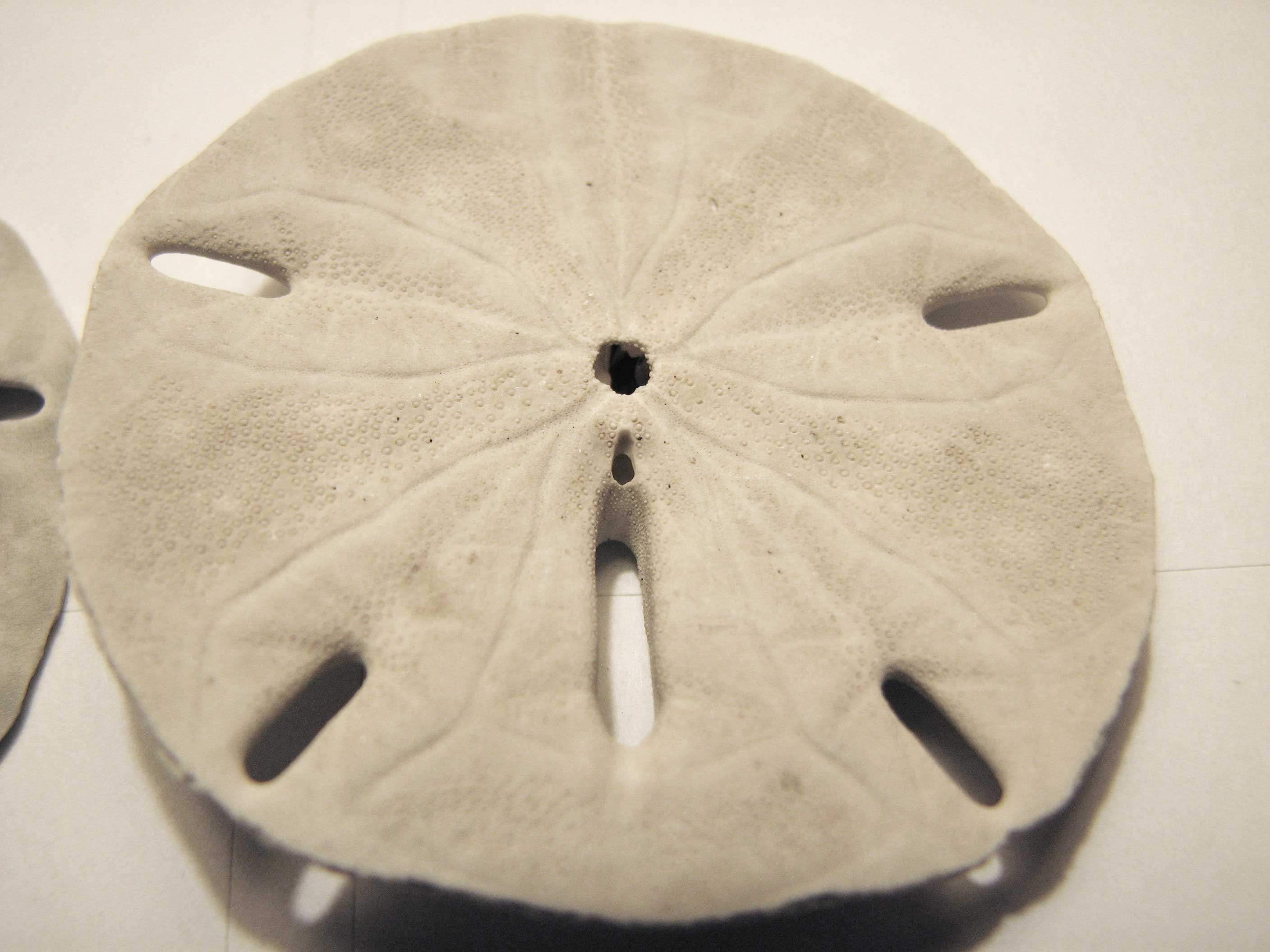
Esquelet (part superior). Es pot veure la boca (al centre) i l'anus (a sota).